# Billene Seyoum
Billene Seyoum (née en 1982 à Addis-Abeba, amharique : ቢለኔ ሥዩም ወልደየስ) est une personnalité politique éthiopienne. Seyoum est son patronyme, et pas son nom de famille.

## Biographie

### Enfance et éducation
Billene Seyoum naît en 1982 à Addis-Abeba. Elle a deux grands frères. Elle déménage très jeune à Harare, puis au Canada, avant de retourner vivre en Éthiopie.
Elle étudie au lycée à Harare, puis étudie le marketing pendant deux ans à l'université d'Addis-Abeba. De 2004 à 2008, elle étudie les relations internationales à l'université de la Colombie-Britannique à Vancouver ; elle obtient ensuite une maîtrise en genre et en construction de la paix à l'université pour la paix au Costa Rica, puis une autre maîtrise en Paix, sécurité, développement et conflits internationaux à l'université d'Innsbruck.
Fin 2010, Billene Seyoum retourne vivre à Addis-Abeba. Trois semaines plus tard, elle monte un blog, EthiopianFeminism. En 2012, elle le renomme en AfricanFeminism. L'année suivante, elle monte un collectif de spoken word, Zemneged-Andinet (« depuis un état d'unité »), qui se représente en anglais et en amharique à Addis-Abeba.
De 2011 à 2013, Billene est vice-gestionnaire de la formation à l'institut de la paix et de la sécurité africaines à Addis-Abeba. En 2013, elle est présidente de l'association des femmes d'affaires éthiopiennes. Elle écrit dans plusieurs médias et pour plusieurs associations féministes. Elle travaille aussi comme consultante pour l'ONG ACDI/VOCA (en) pour un projet sur l'amélioration des performances agricoles des petits paysans éthiopiens,.
En 2014, elle publie un livre sur le leadership féminin, Transformative Spaces: Enabling Authentic Female Leadership Through Self Transformation. The Case of AWiB.
En 2016, elle devient boursière pour l'Afrique de l'Est d'Acumen.
En 2018, elle écrit une lettre ouverte à Abiy Ahmed avec Sewit Hailesellasie Tadesse pour l'encourager à travailler vers la parité au sein du gouvernement éthiopien. Ahmed reçoit la lettre et nomme dix femmes ministres, soit une parité parfaite, à la création de son cabinet le 16 octobre 2018,. Le mois suivant, il nomme aussi Billene Seyoum porte-parole pour la presse étrangère anglophone du bureau du Premier ministre d'Éthiopie,,,. En janvier, une rumeur dit que Billene Seyoum aurait été renvoyée et remplacée par Nigussie Tilahun, qui prend en réalité le poste équivalent pour l'amharique.